# 天姥寺
16°27′13″N 107°32′41″E / 16.453599°N 107.544812°E
天姥寺，又称灵姥寺（Chùa Linh Mụ），越南順化市佛寺。寺内建有七层砖塔福緣塔（Tháp Phước Duyên），是顺化城市象徵之一。
天姥寺座落在順化香江北岸的河溪丘（đồi Hà Khê）上，向东距阮朝皇城约5公里。

## 歷史
1601年，初代广南阮主阮潢下令在河溪丘修建该寺。相传河溪丘曾有天姥显灵，她化身为红衣绿裙老妇，向世人宣称将有“真主立寺，积聚灵气，扎牢龙脉，振兴南方”。1665年，该寺经阮主阮福瀕扩建。
1695年，中国曹洞宗僧人释大汕到顺化弘法，获阮主阮福淍任命为天姥寺住持。1696年，释大汕返回中国，临行为阮福淍授菩萨戒。1710年，阮福淍下令铸造了一口3,285公斤重的大钟，名为大洪钟（Đại Hồng Chung），钟声在10公里外仍可听见。该鐘亦成为许多文人作诗吟咏的对象，后来的阮朝绍治帝曾作诗称颂之。1714年，阮福淍大加翻修该寺，重修三门、天王殿、大雄殿、说法堂、藏经楼、钟鼓楼、禅房、僧房等，设立重修碑记，碑高2.6米，宽1.2米。阮福淍亦派人赴中国取得千余卷大藏经和大乘经，藏于寺内；他还组织结夏安居，恢复寺庙规制。
天姥寺受历代阮主及阮朝皇帝维护，明命朝再度翻修扩建。1844年，绍治帝修建砖塔，名为慈因塔（Tháp Từ Nhân），后更为今名福缘塔；另设立重修碑记和诗碑。福缘塔立于香江北岸山丘之上的景观，成为阮朝都城顺化的重要意象。1862年，嗣德帝担忧寺名的“天”字触犯忌讳，影响阮家龙脉，于是下令将天姥寺更名为灵姥寺。此后这两个寺名同时在民间使用。
1904年，天姥寺遭台风吹袭而严重毁损，成泰帝在1907年下令修缮，规模有所缩小。

## 建筑
面向香江，最南端即福缘塔，为七层八角楼阁式砖塔，高21米。塔两侧各有一座四角碑亭，内为绍治年间的重修碑记和诗碑，靠内另有一对六角亭，分别存有阮福淍时期的大洪钟和碑记。
塔后为佛寺三门，门中央悬挂“灵姥寺”匾，四天王像倚靠在内壁上。三门后依次是大雄宝殿、地藏殿、观音殿。
寺后为花园，园内假山盆景为越南㗰剧作家陶进设计布置。园内还存有一辆奥斯汀Austin A96 Westminster汽车，南越时期，为抗议吴廷琰政权而自焚的僧人释广德，就是驾驶这辆汽车到达自焚地点。
花园靠内建有一座小型佛塔和墓园，为现代建造，储放该寺20世纪重修时的住持释敦厚（Thích Ðôn Hậu，1905—1992）的遗骸。

## 图册
- 福缘塔
- 大洪钟
- 碑记
- 三门（三关）
- 大雄宝殿（正殿）
- 观音殿
- 释广德前往自焚途中驾驶的奥斯汀汽车
- 释敦厚墓塔
- 地藏殿和庭园盆景
- 自香江望向天姥寺
- 《神京十二景》之天姥钟声
- 旧影